# Al-Anbiya

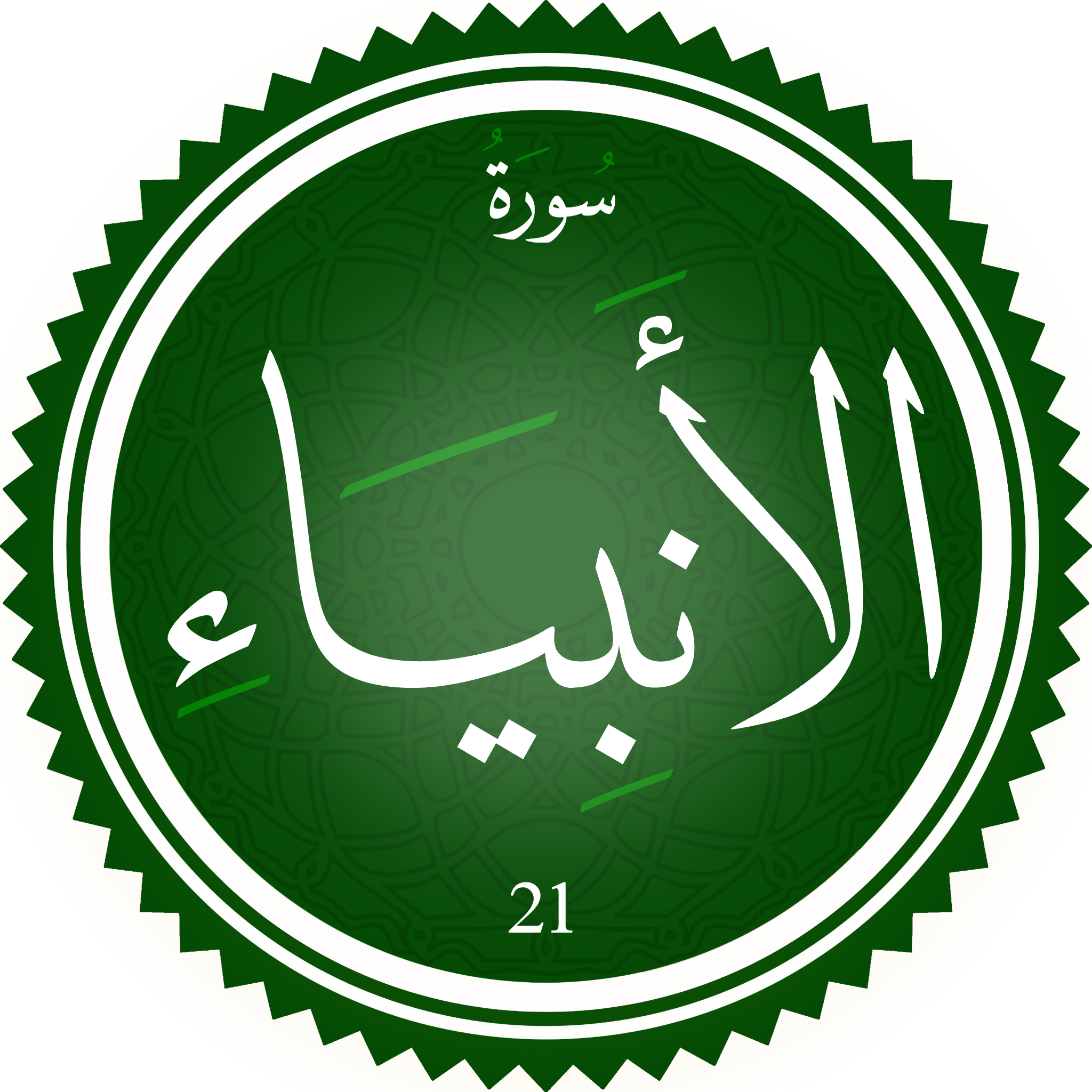
Sura al-Anbiya.

Al-Anbiyā' (arabiska: سورة الأنبياء, Sūratu al-Anbiyā, "Profeterna") är den tjugoförsta suran i Koranen med 112 verser (ayah). Det är en av de sista mekkanska surorna. Det centrala temat i suran är Guds Enhet, transcendens och oförliknelighet formulerad genom tron att "er Gud är den Ende Guden" (vers 108). Suran poängterar också med eftertryck och upprepade exempel att detta är en sanning som utgjort kärnan i alla de uppenbarelser som förmedlats av föregående profeter, men att människorna har alltför lätt för att glömma.